# Remigia dolosa
Remigia dolosa là một loài bướm đêm trong họ Erebidae.